# آپر کپیتول
آپر کپیتول (به لاتین: Upper Capitol) یک منطقهٔ مسکونی در گرنادا است که در Saint Andrew Parish, Grenada واقع شده‌است. آپر کپیتول ۲۹۱ متر بالاتر از سطح دریا واقع شده‌است.